# Утагава Тоёхару
Утагава Тоёхару (яп. 歌川 豊春, ок. 1735—1814) — мастер укиё-э, работавший в жанрах уки-э, фукэй-га, бидзин-га, основатель школы Утагава. Представитель классического периода укиё-э, один из начинателей жанра пейзажа. Под влиянием западной и китайской культур внёс перспективу в изображения укиё-э.

## Биография
Утагава Тоёхару родился в провинции Тадзима (есть версии, в которых местом рождения художника считают Киото), в юности изучал живопись в школе Кано у Цурусавы Тангэя, позднее увлекся ксилографией.
В 1763 году перебрался в Эдо (современный Токио), где учился у Ториямы Сэкиэна и Сигэнаги Нисимуры. Некоторые исследователи считают его учителями Судзуки Харунобу, стиль которого, по их мнению, заметен в жанре бидзинга в исполнении Тоёхару. Происхождение имени художника Тоёхару не известно, однако фамилия Утагава (означает «песня реки»), появилась из-за названия района Эдо, в котором он жил.
С 1768 года Утагава Тоёхару начал выпускать гравюры для печатных изданий укиё-э.
Прославился благодаря работам в жанре уки-э «плывущими изображениями» пейзажей и знаменитых мест, а также копиями западных и китайских изображений. Тоёхару был первым, кто превратил пейзаж в самостоятельный предмет искусства укиё-е, а не просто фон для фигур или событий.
С 1780-х Тоёхару посвятил себя исключительно живописи. Школа Утагавы стала лидирующей в укиё-э в XIX веке, и породила таких художников как Утамаро, Хиросигэ и Куниёси.

## Творчество

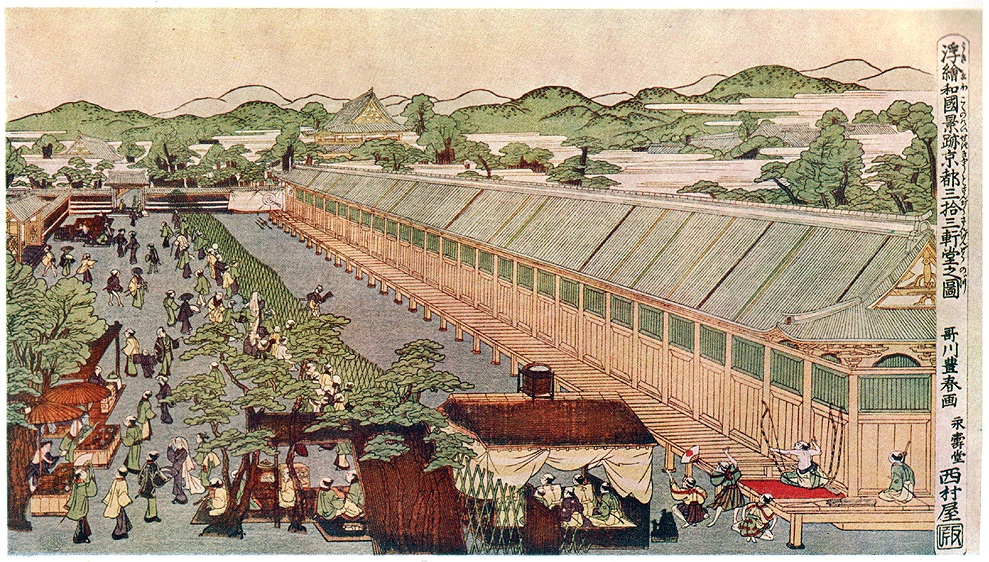
Соревнования по стрельбе из лука

Начинал с жанров бидзинга и якуся-э, которые не принесли ему известность, Тоёхару обратился к новому для укиё-э направлению — уки-э (перспективные изображения).
Этот жанр ксилографии развивался под влиянием видовых гравюр мэганэ-э (которые рассматривали с помощью специального устройства с линзой, подчеркивающего глубину пространства) авторства Маруямы Окё, и голландских офортов золотого века, познакомивших японских художников с приёмами западной живописи.
Тоёхару не только изучал китайские и европейские картины, но и копировал их, создавая собственные оригинальные версии. Он соединял атрибуты азиатской и европейской культур. Художник стал одним из первых создавать полихромные (полноцветные) гравюры уки-э и активно вводить элементы пейзажа.

## Ученики
Тоёхару прославился как талантливый педагог, воспитавший плеяду талантливых учеников, которые принесли славу школе Утагава, среди которых были:
- Утагава Тоёкуни I
- Утагава Тоёхиро